# NGC 3001
NGC 3001是一个位于唧筒座的螺旋星系，视星等为11.83，1835年3月30日由約翰·赫歇爾发现。星系的直径14.5万光年，距离地球1.15亿光年，退行速度为2465km/s。